# Флавиана Матата
Флавиана Матата (на английски: Flaviana Matata) е танзанийски модел. Тя печели първото издание на конкурса Мис Вселена Танзания през 2007 година.

## Биография
Флавиана Матата е родена на 9 юни 1988 година в град Шинянга, Танзания.